# Eigengeschäfte von Führungskräften
Als Eigengeschäfte von Führungskräften (in der Schweiz auch Management-Transaktionen genannt) werden Wertpapiergeschäfte bezeichnet, die Führungskräfte mit Wertpapieren des eigenen Unternehmens tätigen. Aufgrund des potenziellen Zusammenhangs mit dem überwiegend verbotenen Insiderhandel werden solche Geschäfte von den Aufsichtsbehörden besonders aufmerksam beobachtet. In der Europäischen Union regelt die seit Mitte 2014 gültige Marktmissbrauchsverordnung in § 19 MMVO umfangreiche Meldepflichten diesbezüglich.

## Geschichte und heutiger Stand

### Schweiz
In der Schweiz ist der Begriff Management-Transaktion für Eigengeschäfte von Führungskräften geläufig. Rechtsgrundlage zu Geschäften von Mitgliedern des Managements börsenkotierter Aktiengesellschaften mit Wertpapieren des eigenen Unternehmens ist Art. 56 des Kotierungsreglements der Schweizer Börse SIX.
Sinn und Zweck der Regelung ist eine Steigerung der Marktintegrität durch die Offenlegung der Eigenschäfte von Unternehmensinsidern sowie die Gleichbehandlung der Anleger.
Unter die Meldepflicht fallen grundsätzlich nur die Verwaltungsräte und die Geschäftsleitung. Diese melden innert zwei Tagen ihre beteiligungsbezogenen Wertpapiergeschäfte dem Emittenten, welcher seinerseits gegenüber der Börse (SIX Group|SIX) innert zwei Tagen meldepflichtig ist. Die Börse veröffentlicht die eingegangenen Meldungen zeitnah auf ihrer Internetseite, wo sie während eines Jahres für jedermann abrufbar sind. Nicht publiziert werden Transaktionen, deren Volumen innerhalb eines Monats den Betrag von CHF 100.000 unterschreiten sowie Wertpapierzuteilungen auf arbeitsvertraglicher Grundlage.

### Europäische Union
Mit Inkrafttreten der EU-weit gültigen Marktmissbrauchsverordnung (MMVO) am 2. Juli 2014 wurden die unterschiedlichen einzelstaatlichen Regelungen durch eine einheitliche Vorgabe in der Europäischen Union abgelöst.

#### Großbritannien
In Großbritannien stammen die ersten Regelungen zu Eigengeschäften von Führungskräften aus dem Allgemeinen Gesellschaftsrecht. Die entsprechenden Regelungen in Section 324–329 des Companies Act 1985 gingen auf Empfehlungen aus dem Jahr 1945 zurück.
Die Vorschriften des Companies Act 1985 zu Eigengeschäften von Führungskräften sind im Rahmen der Umsetzung der europäischen Marktmissbrauchsrichtlinie (MM-RL) 2003/06/EG und deren Ausführungsrichtlinie 2004/72/EG durch den Companies Act 2006 aufgehoben worden. Nunmehr werden solche Geschäfte in Großbritannien kapitalmarkrechtlich durch Section 96A Financial Services and Markets Act 2000 (FSMA) und die darauf gestützten Disclosure Rules and Transparency Rules (DTR) der Financial Services Authority (FSA) reguliert. Flankiert wird dies durch einen Model Code, der sich im Anhang 1 zur Listing Rules (LR) 9 der FSA findet, und zu dessen Einhaltung die Unternehmen ihre Führungspersonen nach LR 9.2.8(R) verpflichten müssen.

#### Deutschland

##### § 15a Wertpapierhandelsgesetz (2002–2014)

###### Einführung
In Deutschland wurde erst durch § 15a des Wertpapierhandelsgesetzes (WpHG), der am 1. Juli 2002 durch das Vierte Finanzmarktförderungsgesetz eingeführt wurde, eine gesetzliche Meldepflicht für Eigengeschäfte von Führungskräften begründet. Normzweck des § 15a WpHG waren die Hauptziele Kapitalmarktintegrität, informierte Transaktionsentscheidung der Anleger, Anlegergleichbehandlung und Kapitalmarkttransparenz.
Der deutsche Gesetzgeber hatte durch die Einführung seiner Pflicht zur Regelung, die durch die Marktmissbrauchsrichtlinie und die Ausführungsrichtlinie 2004/72/EG begründet wurde, vorgegriffen. Dies hatte aber auch zur Folge, dass § 15a WpHG bereits am 28. Oktober 2004 durch das Anlegerschutzverbesserungsgesetz umfassend reformiert werden musste, um den europäischen Vorgaben zu genügen. Aber auch diese Neuregelung warf viele Zweifelsfragen sowohl im sachlichen und persönlichen Anwendungsbereich des § 15a WpHG, als auch in der Auslegung der einzelnen Tatbestandsmerkmale auf. Der Gesetzgeber sah sich daher genötigt, bereits am 19. Juli 2005 durch das Gesetz zur Neuregelung des Pfandbriefrechts erneut Änderungen an § 15a WpHG vorzunehmen. Die letzten erheblichen Änderungen hatte § 15a WpHG am 20. Januar 2007 durch die Umsetzung der Transparenzrichtlinie 2004/109/EG durch das Transparenzrichtlinien-Umsetzungsgesetz (TUG) erfahren. Der Gesetzgeber hatte dabei die Veröffentlichungspflicht des § 15a Abs. 4 WpHG komplett neu gefasst, vom Meldetatbestand des § 15a Abs. 1 WpHG entkoppelt und eine Meldepflicht an das Unternehmensregister eingeführt. Mit der letzten Änderung am § 15a WpHG durch das Finanzmarktrichtlinie-Umsetzungsgesetz vom 16. Juli 2007 wurde lediglich klargestellt, dass nur Emittenten mit einem entsprechenden Inlandsbezug Eigengeschäfte von Führungskräften an die Bundesanstalt für Finanzdienstleistungsaufsicht (BaFin) melden müssen.

###### Sachlicher Anwendungsbereich
Der Kreis der Emittenten, die vom Regelungsbereich des § 15a Abs. 1 WpHG erfasst wurden, wurde zum einen über den Kreis der erfassten Märkte, zum anderen über die erfassten Wertpapiere, die an diesen Märkten gehandelt werden, eingeschränkt.
Nach § 15a Abs. 1 Satz 3 Nr. 1 WpHG war es erforderlich, dass Aktien des Emittenten zum Handel an einer inländischen Börse zugelassen sind. Ergänzt wurde das Erfordernis der Börsenzulassung im Inland durch § 15a Abs. 1 Satz 3 Nr. 2 WpHG. Danach wurden auch Emittenten erfasst, deren Wertpapiere in einem anderen Mitgliedstaat der Europäischen Union oder einem anderen Vertragsstaat des Abkommens über den Europäischen Wirtschaftsraum zum Handel an einem organisierten Markt zugelassen sind.
Durch § 15a Abs. 1 Satz 1 WpHG wurden Transaktionen mit Aktien des Emittenten oder sich darauf beziehender Finanzinstrumente, insbesondere Derivate, generell erfasst. Daher wurden auch Wandelanleihen, Wandelschuldverschreibungen, Optionsscheine, Kauf- und Verkaufsoptionen, auf Barauszahlung gerichtete Optionen, Optionsanleihen, Phantom Stocks, Stock Appreciation Rights, verbriefte Optionsrechte ohne Anleihe, Aktienanleihen, Investmentanteile, Genussscheine sowie sämtliche Termingeschäfte über Aktien von § 15a Abs. 1 Satz 1 WpHG erfasst, da all diese als Finanzinstrumente im Sinne des § 2 Abs. 2b WpHG eingestuft werden können.
§ 15a Abs. 1 Satz 1 WpHG stellte darauf ab, dass es sich um „eigene Geschäfte“ der entsprechend erfassten Person handelt. Hierbei ist auf das schuldrechtliche Geschäft als Auslöser für die Mitteilungspflicht nach § 15a Abs. 1 Satz 1 WpHG abzustellen. Das nachfolgende dingliche Geschäft unterlag grundsätzlich nicht erneut der Meldepflicht. Eine Ausnahme war lediglich dann anzunehmen, wenn das dingliche Geschäft ausnahmsweise erneut eine Indikatorwirkung für den Markt auslöst.
Von dem Tatbestandsmerkmal „Geschäfte“ in § 15a Abs. 1 Satz 1 WpHG wurden unterschiedslos aktive oder passive, entgeltliche oder unentgeltliche, einseitige oder zweiseitige Geschäfte erfasst. Deshalb waren auch Schenkungen, Verpfändungen, Sicherungsübereignungen sowie die Gewährung von Aktien oder Optionen auf arbeitsvertraglicher Grundlage oder als Vergütungsbestandteil meldepflichtig.

###### Persönlicher Anwendungsbereich
§ 15a Abs. 2 Var. 2–4 WpHG bezog Mitglieder eines Leitungs-, Verwaltungs- oder Aufsichtsorgans des Emittenten in den Anwendungsbereich des § 15a WpHG mit ein. Nach § 15a Abs. 2 Var. 5 WpHG waren auch sonstige Personen erfasst, die regelmäßig Zugang zu Insiderinformationen haben und zu wesentlichen unternehmerischen Entscheidungen ermächtigt sind. Neben dem formalen Anknüpfungspunkt der Organstellung existierte damit auch ein Anknüpfungspunkt, der auf die tatsächlichen Verhältnisse beim Emittenten abstellte.
Durch die Reform des § 15a WpHG im Rahmen des AnSVG wurden bisher in § 15a WpHG bestehende Anknüpfungspunkte entfernt, sodass ab dieser Zeit keine Führungskräfte verbundener Unternehmen mehr erfasst wurden, geschweige denn ein konzernweiter Anwendungsbereich des § 15a WpHG gegeben wäre.
Nach § 15a Abs. 1 Satz 2 i. V. m. Abs. 3 Satz 1 WpHG wurden von der Mitteilungspflicht auch nahe Angehörige der Personen mit Führungsaufgaben erfasst. Dabei handelt es sich um die Ehepartner, eingetragene Lebenspartner, unterhaltsberechtigte Kinder und andere Verwandte, die mit der Führungskraft im Sinne des § 15a Abs. 2 WpHG zum Zeitpunkt des Abschlusses des meldepflichtigen Geschäfts seit mindestens einem Jahr im selben Haushalt leben.
Nach § 15a Abs. 3 Satz 2 WpHG fielen auch juristische Personen, bei denen Personen mit Führungsaufgaben des Emittenten oder deren nahen Angehörigen Führungsaufgaben wahrnehmen, unter die Meldepflicht des § 15a WpHG. § 15a Abs. 3 Satz 3 WpHG dehnte diese Pflicht auch auf juristische Personen, Gesellschaften und Einrichtungen aus, die direkt oder indirekt von einer Person mit Führungsaufgaben des Emittenten oder deren nahen Angehörigen kontrolliert werden, die zugunsten einer solchen Person gegründet wurden oder deren wirtschaftliche Interessen weitgehend denen einer solchen Person entsprechen.

###### Melde- und Veröffentlichungspflichten
Die Mitteilung von Eigengeschäften von Führungskräften an den Markt erfolgte in Deutschland in einem zweischrittigen Verfahren. Zunächst erfolgte eine Meldung an den Emittenten und die BaFin. Gemäß § 15a Abs. 4 WpHG mussten anschließend lediglich Inlandsemittenten die Mitteilung veröffentlichen. Der Begriff des Inlandsemittenten wird in § 2 Abs. 7 WpHG legaldefiniert.
Vom Anwendungsbereich des § 15a WpHG erfasste Person mussten nach § 15a Abs. 1 Satz 1 WpHG Eigengeschäfte sowohl dem Emittenten als auch der BaFin innerhalb einer Fünftagesfrist melden. Der Inhalt der Meldepflicht ergibt sich aus § 10 WpAIV.
Nachdem der Inlandsemittent die Mitteilung erhalten hatte, musste er diese gemäß § 15a Abs. 4 WpHG unverzüglich veröffentlichen und an das Unternehmensregister melden. Die genaue Ausgestaltung dieser Pflicht ergab sich aus § 15a Abs. 4 Satz 1 WpHG i. V. m. § 13 WpAIV und den allgemeinen Vorschriften der §§ 3a, 3b WpAIV. Gleichzeitig zur Veröffentlichung hatte der Inlandsemittent nach § 15a Abs. 4 Satz 1 WpHG i. V. m. §§ 13a, 3c WpAIV die Veröffentlichung der BaFin mitzuteilen.
Durch § 15a Abs. 5 Satz 1 WpHG i. V. m. § 13 WpAIV wurde der BaFin ausdrücklich die Befugnis eingeräumt, eine zusätzliche Veröffentlichung im Internet unter ihrer Adresse vorzunehmen. Die BaFin machte von dieser Möglichkeit bereits seit mehreren Jahren Gebrauch und hat eine über ihre Homepage abrufbare Datenbank aufgebaut, in der Mitteilungen nach § 15a WpHG, die nicht länger als ein Jahr zurückliegen, recherchiert werden können.

###### Verstöße gegen die Pflichten des § 15a WpHG
Die vorsätzliche oder leichtfertige Verletzung der Mitteilungspflicht des § 15a Abs. 1 WpHG, der Veröffentlichungspflicht aus § 15a Abs. 4 WpHG oder einer nicht rechtzeitiger Übermittlung stellte nach § 39 Abs. 2 Nr. 2d, Nr. 5b, Nr. 6 WpHG eine Ordnungswidrigkeit dar. Nach § 39 Abs. 4 WpHG kann die BaFin bei solchen Verstößen ein Bußgeld von bis zu 100.000 € verhängen.
Der Gesetzgeber hat die Frage der zivilrechtlichen Schadensersatzansprüche in § 15a WpHG nicht wie in den §§ 37b, 37c WpHG für § 15 WpHG speziell geregelt. Deshalb wurde § 15a WpHG auch allgemein nicht als Schutzgesetz im Sinne des § 823 Abs. 2 BGB angesehen. Von krassen Ausnahmefällen abgesehen, die über § 826 BGB erfasst werden können, bestand daher in der Regel keine zivilrechtliche Haftung bei einem Verstoß gegen § 15a WpHG.

##### Marktmissbrauchsverordnung (ab 2014)
Mit Inkrafttreten der EU-weit gültigen Marktmissbrauchsverordnung (MMVO) im Jahr 2014 wurde der § 15a WpHG abgeschafft.

### USA
In den USA sind die Eigengeschäfte von Führungskräften (englisch directors’ dealings oder director deals) bereits seit Jahrzehnten gesetzlichen Regelungen unterworfen. Diese haben ihren Ursprung im Kapitalmarktrecht mit dem Securities Act von 1933.
Die bereits mit dem Securities Exchange Act von 1934 eingeführte Section 16 wurde zuletzt durch Section 403 des Sarbanes-Oxley Act 2002 erheblich reformiert. Dabei wurde die Bedeutung der Meldepflichten der Section 16(a) im Vergleich zur Gewinnherausgabeverpflichtung der Section 16(b) gestärkt.